# ژان لورینگ
ژان لورینگ (انگلیسی: Jean Löring; ۱۶ اوت ۱۹۳۴ – ۶ مارس ۲۰۰۵) بازیکن فوتبال اهل آلمان بود.
از باشگاه‌هایی که در آن بازی کرده‌است می‌توان به باشگاه فوتبال آلمانیا آخن اشاره کرد.